# Henri Rey
Henri Jean Rey (Lione, 27 giugno 1932 – Caluire-et-Cuire, 12 febbraio 2016) è stato un cestista francese.

## Carriera
Con la Francia ha disputato i Giochi olimpici di Melbourne 1956, i Campionati mondiali del 1954 e due edizioni dei Campionati europei (1953, 1955).

## Palmarès
- Campionato francese: 5

ASVEL: 1949-50, 1951-52, 1954-55, 1955-56, 1956-57
- Coppa di Francia: 2

ASVEL: 1953, 1957